# 피터 크롬비
피터 크롬비(Peter Crombie, 1952년 6월 26일 ~ 2024년 1월 10일)는 미국의 배우, 텔레비전 배우이다.

## 영화
- 마이 독 스킵 (2000년)
- 세이프 (1995년)
- 세븐 (1995년)
- 올리버 스톤의 킬러 (1994년)
- 떠오르는 태양 (1993년)
- 도어즈 (1991년)
- 사인필드 (1990년)
- 광란의 시간 (1990년)
- 7월 4일생 (1989년)
- 우주 생명체 블롭 (1988년)
- 브로큰 바우 (1987년)